# Amphiophiura paraconcava
Amphiophiura paraconcava är en ormstjärneart som beskrevs av Litvinova 1981. Amphiophiura paraconcava ingår i släktet Amphiophiura och familjen fransormstjärnor. Inga underarter finns listade i Catalogue of Life.